# ديفيد هال (محامي)
ديفيد هال (بالإنجليزية: David Hall) هو قاضي ومحامي أمريكي، ولد في 4 يناير 1752 في لويس في الولايات المتحدة، وتوفي بنفس المكان في 18 سبتمبر 1817.